# Тесла семи
Тесла семи је прототип електричног возила са класи 8 полуприколичног акумулатора који је представљен 16. новембра 2017. године и планиран за производњу у 2019. години. Компанија је најавила да ће камион имати 500 mi (800 km) пуном снагом и са својим новим батеријама би могла да се креће 400 km након 80% пуњења за 30 минута користећи пуњачну станицу „Тесла мегачарџер” на соларном погону. Генерални директор компаније Тесла Илон Маск рекао је да ће семи постати стандард Тесла аутопилот који омогућава полуаутономну вожњу на ауто-путевима.

## Историја
Семи се прво помиње у Мастер плану Тесла 2016. године. Тесла је у то вријеме рекао да имају радни прототип који користи "гомилу" Тесла модел 3 електромотора. Од априла 2017. Теслин потпредседник програма возила, Јероме Гуиллен водио је програм Тесла семи. 
Семи је представљен на конференцији за новинаре 16. новембра 2017. године, где је Маск пружио додатне специфичности. Он није обезбедио планирану цену, али је тврдио да ће електрични семи коштати 20 центи мање по километру за рад него дизелски камион. Та предвиђања зависе од трошкова електричне енергије на локацији на којој ће се полагати семи; на пример, високи трошкови у Калифорнији могу елиминисати користи од оперативних трошкова.
Маск је 24. новембра 2017. изјавио да очекивана цена редовних производних верзија за верзије од 300 mi (480 km) и 500 mi (800 km) треба да буде 150.000 долара и 180.000 долара. Компанија је такође планирала да понуди оснивачку серију семи на 200.000 долара.
Маск је 7. марта 2018. најавио да се семи тестира са правим теретима, превозећи батерије од Тесла Гигафабрике 1 у Невади до Калифорније.

## Поруџбина
Први предодређени су долазили на дан конференције за штампу, а до средине јануара око 450 семија је унапред наручено. Оригинални депозит потребан уз наручивање био је 5.000 долара, што је повећано на 20.000 долара након објављивања у новембру.

## Прототип и планови
У новембру 2017. Маск је рекао да ће семи покретати четири електромотора типа који се користи у Тесла моделу 3. Планирају се две конфигурације батерија од 300 mi (480 km) и 500 mi (800 km), а налазе се испод пода кабине, која се протеже до задњег кола кабине за кабине. Тесла је рекла да ће семи имати 0—97 km/h (0—60 mph) време за 5 секунди истоварено и за 20 секунди потпуно напуњено. Семи би могао одржати брзину од 105 km/h на нагибу од 5%, за разлику од 73 km/h најбољих дизел камиона,  и да ће компанија понудити гаранцију за 1.000.000 mi (1.600.000 km) и то одржавање било би једноставније него за дизелски камион.
На прототипу који је приказан у новембру, возачево седиште се налазило у центру кабине. На обе стране управљача су приказани екрани осетљиви на додир. Маск је рекао да је ветробранско стакло отпорно на експлозију.
Семи ће бити опремљен побољшаним аутопилотом као и стандардном опремом која би обезбедила полу-аутономне могућности. Користећи више радарских уређаја од аутомобила Тесла и камера, систем би омогућио камиону да остане у својој сопственој траци и на сигурној удаљености од других возила на ауто-путу, имаће хитно кочење и упозориће возача било које потенцијалне опасности у близини возила. Медијски извештаји примећују недостатак спецификације за тежину возила, пошто је носивост ограничена владиним правилима за тежину комбинованог приколичног камиона.
У новембру 2017. Тесла је рекао да планира да користи Семи за транспорт терета између Тесла Гигафабрике 1 и Тесла фабрике у Фремонту.

## Тесла мегапуњач
На конференцији за новинаре 2017. године Муск је такође рекао да ће компанија бити укључена у инсталирање глобалне мреже "мегачарџерс" која би била соларна, и која би могла пунити батерије камиона за 30 минута до капацитета за путовања 400 mi (640 km). Да би то постигао, вероватно ће имати излазни ниво преко једног мегавата.

## Анализа треће стране
Аналитичар са Јеффериес групом изразио је скептицизам над неким од Теслиних тврдњи јер компанија није одредила дуговечност батерије; специфичности о том аспекту и трошкови замјене батерије су од суштинског значаја за израчунавање дугорочних трошкова власништва.
Неки стручњаци из индустрије сматрају да је тежак терет непрактичан за акумулаторске батерије због трошкова и тежине. Високи потпредседник компаније Дасеке Инц. , велике компаније за превоз терета, изјавио је да је ограничени распон утјецао на њихову вјероватноћу да управља Семом све док не буде на располагању неопходна инфраструктура.
Извештај Блоомберг ЛП- а показује да, с обзиром на технологију батерија која је доступна у новембру 2017. године, Теслинове процене времена пуњења, опсега по пуњењу и трошкова нису биле реалне  , а неке сугеришу да Тесла може да се клади на повећање густине акумулатора у следећем пару година да испуни своје циљеве.
У одговору на Мусков опис Теслиног рада на "тешкој, дугачкој полу камиону" у разговорима у априлу 2017. године, истраживачи са Царнегие Меллон Цоллеге оф Енгинееринг процијенили су оптерећења и опсеге за електрични камион, с обзиром акумулаторске технологије познате у то вријеме и објавиле су свој рад у јуну 2017. године. Утврдили су да електрична полу може бити изводљива за вучу кратког или средњег вретена, али не и за вучу великих димензија, јер је тежина батерија захтевало би превише тежине дозвољене законом. Процењује се да једна процена тежине батерије износи 11.800 kg, што представља једну трећину корисног оптерећења, а повећаваће трошкове камиона на двоструко више од једнаког дизел горива.

## Конкуренција
Од новембра 2017. године компаније које већ развијају сопствене електричне камионе укључују Фолксваген групу, Einride, Thor trucks, Cummins, Дајмлер АГ, Никола мотор, Тојота, BYD Company, Kenworth, ДАФ камиони и Убер.